# Yufu (train)
Le Yufu (ゆふ) et le Yufuin no Mori (ゆふいんの森) sont des train express existant au Japon et exploité par la JR Kyushu, qui relient la ville de Fukuoka aux villes de Yufu, Ōita et Beppu. 

## Gares desservies
Le Yufu et le Yufuin no Mori circulent de la gare de Hakata à la gare de Beppu en empruntant les lignes Kagoshima, Kyūdai et Nippō.
| Nom des gares     | Yufu | Yufuin no Mori |
| ----------------- | ---- | -------------- |
| Hakata            | ●    | ●              |
| Futsukaichi       | ●    | \|             |
| Tosu              | ●    | ●              |
| Kurume            | ●    | ●              |
| Kurume-Daigakumae | ○    | \|             |
| Tanushimaru       | ○    | \|             |
| Chikugo-Yoshii    | ●    | \|             |
| Ukiha             | ○    | \|             |
| Hita              | ●    | ●              |
| Amagase           | ●    | ●              |
| Bungo-Mori        | ●    | ●              |
| Bungo-Nakamura    | ●    | \|             |
| Yufuin            | ●    | ●*             |
| Yunohira          | ●    | \|             |
| Mukainoharu       | ●    | \|             |
| Ōita              | ●*   | ●              |
| Beppu             | ●    | ●              |

Les gares marquées ● sont desservies par tous les trains, et celles marquées ○ ne sont desservies que par certains trains. Les astérisques indiquent le terminus de certains trains.

## Matériel roulant
Les services Yufu sont effectués par des rames série KiHa 185, et les Yufuin no Mori par une rame série KiHa 71 et une rame série KiHa 72.  

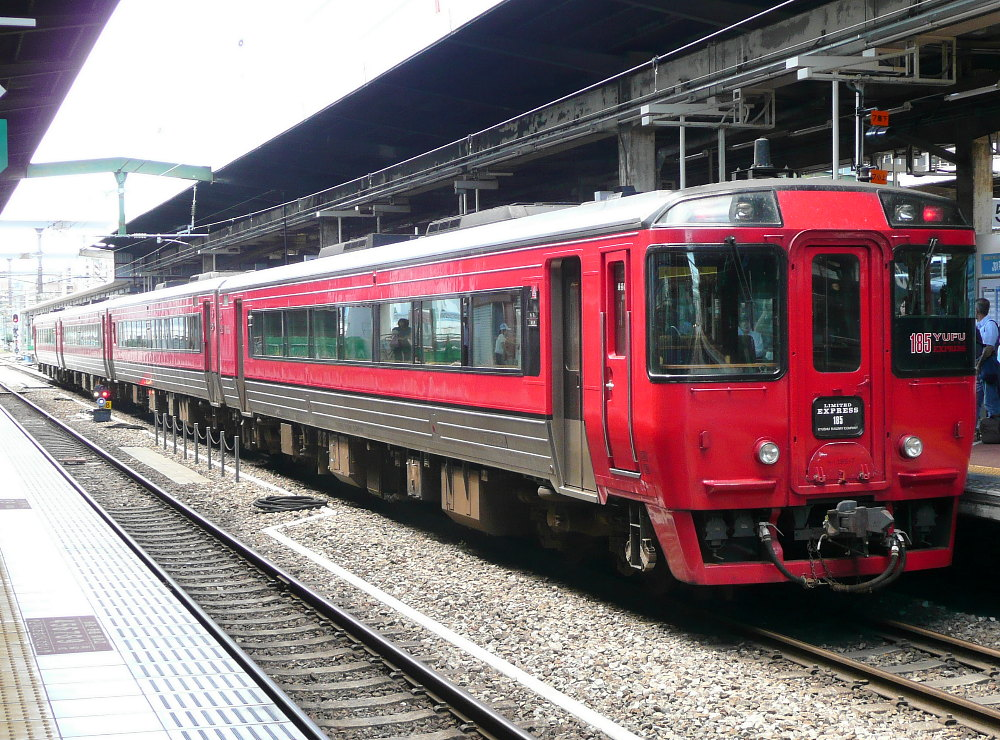
Série KiHa 185 Yufu
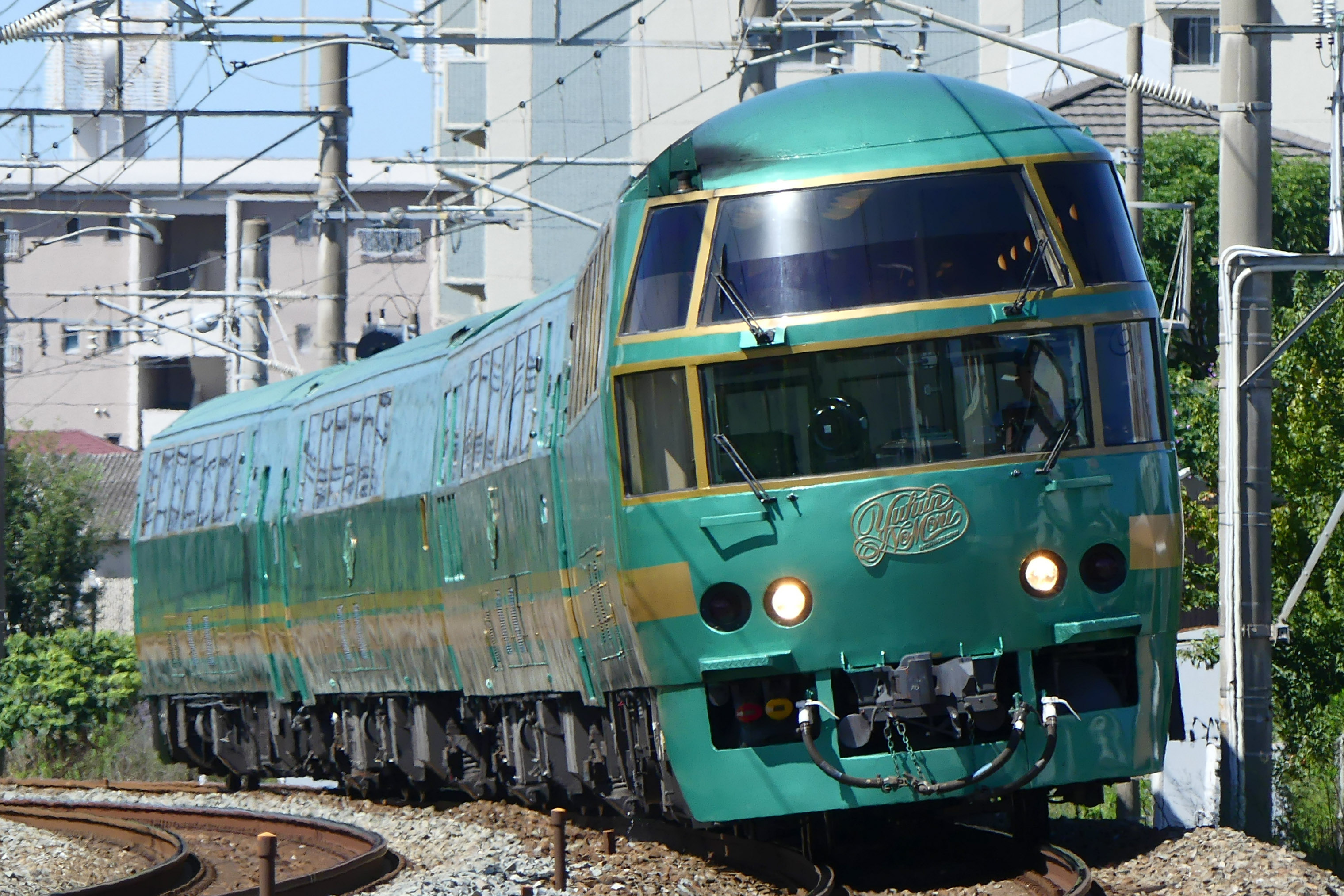
Série KiHa 71 Yufuin no Mori
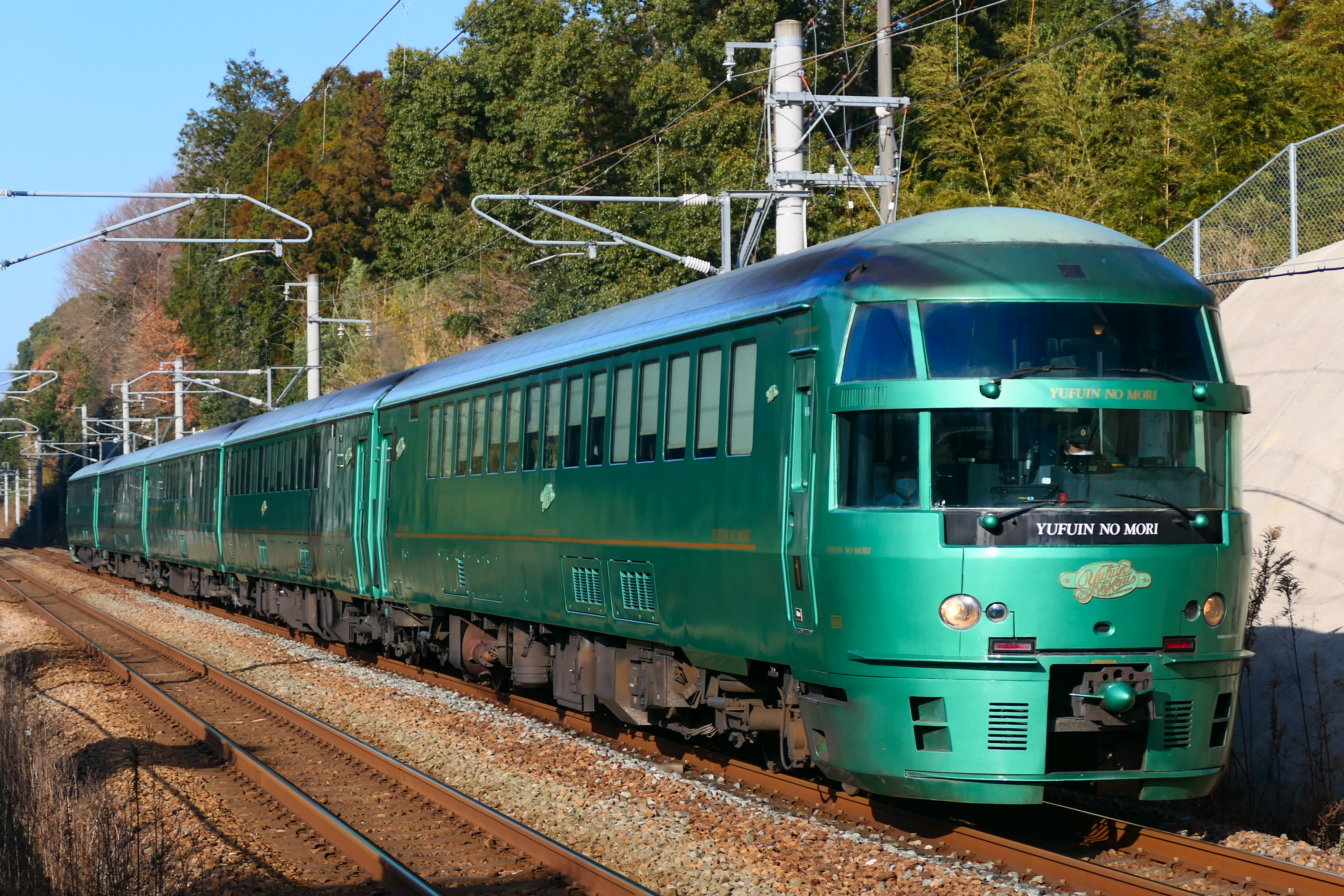
Série KiHa 72 Yufuin no Mori